# 胡洛市鎮

41°39′N 42°19′E / 41.650°N 42.317°E
胡洛市鎮，是格魯吉亞西南部阿扎尔自治共和国的市鎮，行政中心为胡洛。市镇面積为710平方公里，2014年人口数量为23,327人，人口密度每平方公里33人。